# ميلفين دوغلاس
ميلفين دوغلاس (بالإنجليزية: Melvyn Douglas)‏ (1901 - 1981) ممثل أمريكي. شارك في أكثر من 70 فيلما سينمائيا. أشهرها فيلم هاد وفيلم أن تكون هناك. حصل على جائزة الأوسكار لأفضل ممثل مساعد مرتين عام 1964 وعام 1980.

## روابط خارجية
- ميلفين دوغلاس على موقع IMDb (الإنجليزية)
- ميلفين دوغلاس على موقع الموسوعة البريطانية (الإنجليزية)
- ميلفين دوغلاس على موقع روتن توميتوز (الإنجليزية)
- ميلفين دوغلاس على موقع ألو سيني (الفرنسية)
- ميلفين دوغلاس على موقع ميوزك برينز (الإنجليزية)
- ميلفين دوغلاس على موقع تيرنر كلاسيك موفيز (الإنجليزية)
- ميلفين دوغلاس على موقع أول موفي (الإنجليزية)
- ميلفين دوغلاس على موقع قاعدة بيانات برودواي على الإنترنت (الإنجليزية)
- ميلفين دوغلاس على موقع قاعدة بيانات الأفلام السويدية (السويدية)
- ميلفين دوغلاس على موقع إن إن دي بي (الإنجليزية)